# 밀턴 배빗
밀턴 배빗(Milton Byron Babbitt, 1916년 5월 10일 - 2011년 1월 29일)는 미국의 작곡가이자 음악 이론가, 교사이다. 음렬주의 기법과 전자 음악으로 유명하다.

## 생애
그는 펜실베이니아주 필라델피아에서 아버지 알버트 E. 배빗과 어머니 사라 포탐킨의 아들로 태어났다. 미시시피주 잭슨에서 자라면서 4살 때부터 바이올린을 배우기 시작했는데, 곧 클라리넷과 섹소폰도 연주할 수 있게 되었다. 어린 시절에 그는 재즈와 극 음악에 푹 빠졌다. 7세에 이미 나름대로 대중음악을 편곡했으며, 13세에는 지역 작곡 콘테스트에서 수상한다.
그의 아버지는 수학자였는데, 사실 밀턴이 1931년 펜실베이니아 대학교에 입학하면서 전공으로 삼은 것도 수학이었다. 그러나 그 대신 그는 뉴욕 대학교로 옮겨 음악가의 길을 선택했다. 이 때 메리언 바우어 등의 밑에서 공부했다. 거기서 그는 제2 빈악파 작곡가들의 음악에 관심을 갖게 되고, '조합'(combinatoriality)의 개념과 음렬 "타임포인트(time-point)" 기법 등을 처음으로 설명한 12음주의에 관해 논문을 쓰기도 했다. 1935년 뉴욕대학교 예술과학 대학에서 학사 학위를 받은 후, 로저 세션스(Roger Sessions)로부터 개인 교습을 통해 작곡을 배웠다. 나중에 프린스턴 대학으로 옮겨 1938년 음악 교수직을 제의받고, 1942년에는 MFA(Master degree of Find Art)를 받는다.
그는 이후 전문 음악가로 활발한 활동을 계속하지만 수학과의 인연도 끊어진 것은 아니었다. 2차 세계대전 중에는 1943년에서 1945년까지 프린스턴에서 수학을 가르치기도 했으며, 1946년에는 〈12조 체계에서 집합 구조의 기능〉이라는 수학과 음악을 접목한 매우 난해한 논문을 박사 학위 논문으로 제출했다. 당시 프린스턴 대학은 이것을 인정하지 않아 그는 결국 수학계를 떠나지만, 1992년 지루한 소송 끝에 드디어 수학 박사 학위를 받을 수 있었다.
1948년에 프린스턴의 음악 교수진에 다시 합류하고, 1973년에는 줄리아드 학교에서 음악을 가르친다. 그는 음악계에서 많은 뛰어난 제자들을 남겼는데, 그 중에 음악 이론가로는 데이비드 르윈(David Lewin), 작곡가로는 도날드 마르티노(Donald Martino), 영화 음악 감독으로 활동하는 로라 카프먼(Laura Karpman), 투렛 증후군으로 유명한 토비아스 피커(Tobias Picker), 폴 랜스키(Paul Lansky), 존 멜비(John Melby), 그리고 뮤지컬 기획자인 스티븐 손드하임, 기타리스트이자 작곡가 스탠리 조던 등이 현재도 활발한 활동을 하고 있다.

## 수상
- 1982년 퓰리처상 특별상
- 1986년 맥아더 펠로십